# Ruta Estatal de Nevada 116
La Ruta Estatal de Nevada 116, y abreviada SR 116 (en inglés: Nevada State Route 116) es una carretera estatal estadounidense ubicada en el estado de Nevada. La carretera inicia en el Oeste desde la  US 50     en Fallon hacia el Este en la Stillwater. La carretera tiene una longitud de 16,9 km (10.491 mi).

## Mantenimiento
Al igual que las autopistas interestatales, y las rutas federales y el resto de carreteras estatales, la Ruta Estatal de Nevada 115 es administrada y mantenida por el Departamento de Transporte de Nevada por sus siglas en inglés Nevada DOT.